# アルフォンス・メクル
アルフォンス・メクル（Alphonse Mecre、1846年 - 1917年）は、明治時代にお雇い外国人として来日したフランスの医師である。

## 経歴・人物
1884年（明治17年）に来日し、横浜ゼネラル・ホスピタルに勤務する。内科医を担当し、院長のセオボールド・パーセルやその助手のエドウィン・ホイーラー、後に同病院の名誉院長となるジェームズ・ダリストンやニール・ゴードン・マンローらと共にイギリス人が多い医師と共に内科の西洋化に貢献した。
1917年（大正6年）に日本で死去し、横浜外国人墓地に葬られた。